# Gălășeni (okręg Bihor)
Gălășeni – wieś w Rumunii, w okręgu Bihor, w gminie Măgești. W 2011 roku liczyła 299 mieszkańców.